# Dreifaltigkeitskirche (Hamburg-Harburg)

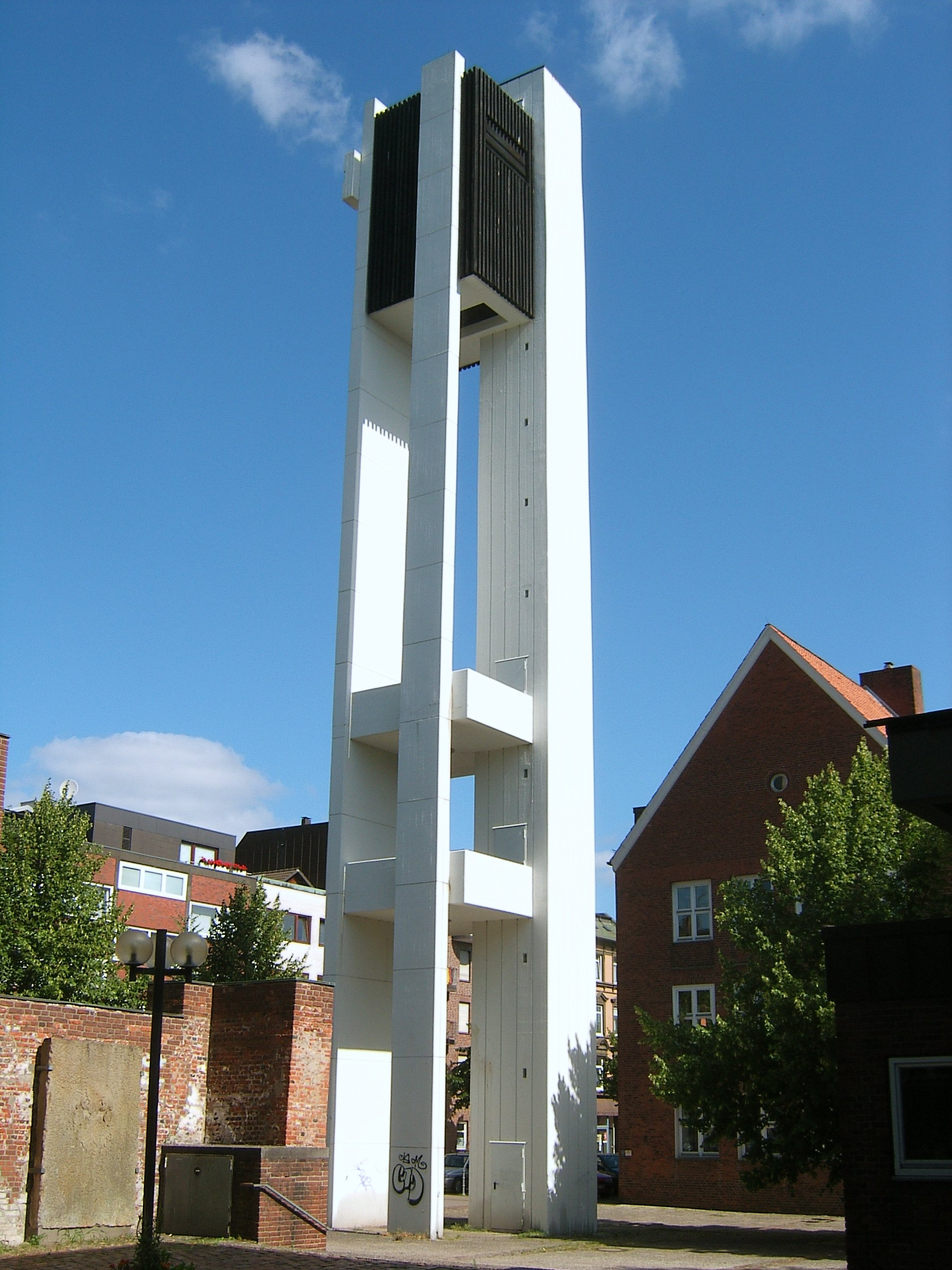
Dreifaltigkeitskirche. Freistehender, neuer Glockenturm (2006)

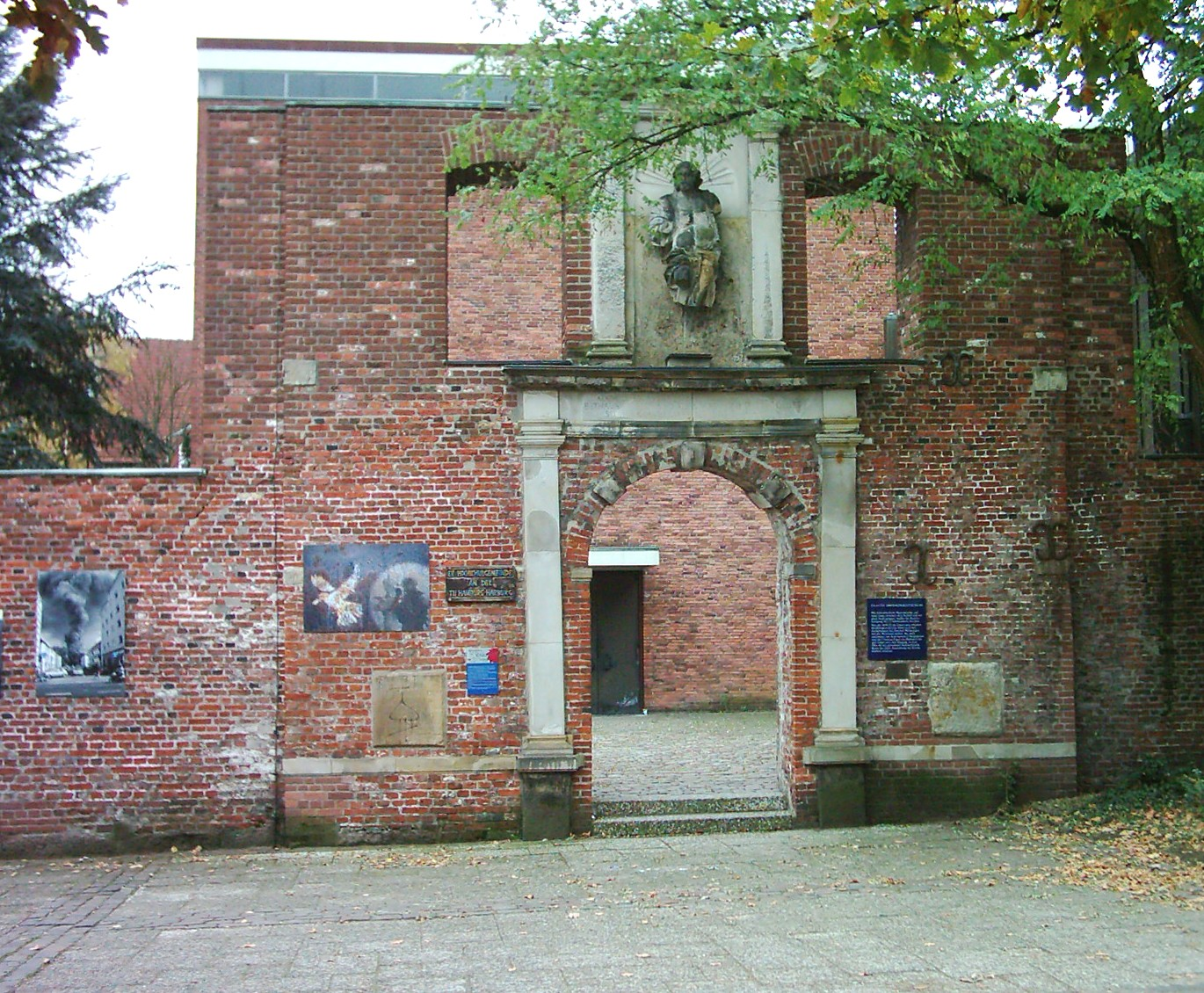
Mahnmal. Das Eingangsportal der alten Dreifaltigkeitskirche (2007)

Die Dreifaltigkeitskirche in Harburg in der Neuen Straße 44 war eine evangelisch-lutherische Kirche. 
Sie gehörte gemeinsam mit der St.-Johannis-Kirche, der St.-Paulus-Kirche in Heimfeld und der Lutherkirche in Eißendorf zur Ev.-Luth. Kirchengemeinde Harburg-Mitte, die zum Kirchenkreis Hamburg-Ost der Evangelisch-Lutherischen Kirche in Norddeutschland gehört.

## Geschichte
Die Dreifaltigkeitskirche wurde 1650–1652 als Ersatz für die Marienkirche errichtet, welche im Zuge des Ausbaus der Befestigungsanlagen der Stadt und des Harburger Schlosses weichen musste und an Stelle des heutigen Lotsekanals im Harburger Binnenhafen stand.
Ab 1708 waren die Pastoren der ersten Pfarrstelle an der Dreifaltigkeitskirche zugleich Generalsuperintendenten der bis 1903 bestehenden Generaldiözese Harburg.
Die Kirche wurde im November 1944 durch Bomben zerstört. Von den verbliebenen Außenmauern ist heute nur noch die Westwand mit dem barocken Eingangsportal und dem Fragment einer Christus-Figur (1652) als Mahnmal des Krieges erhalten. Neben dem Portal sind zudem einige Grabplatten als Zeugnis der ehemaligen Kirchenbeerdigungen erhalten, darunter auch solche der Fürstengruft der herzoglichen Familie.
Von der ursprünglichen Ausstattung konnten wenige Teile gerettet werden. So befinden sich Teile des Altars (von 1688) seit den 1950er Jahren in der St.-Johannis-Kirche Curslack und der Kreuzkirche in Hamburg-Wilhelmsburg. Weitere Teile, wie ein Kronenleuchter der vermutlich noch aus der alten Marienkirche stammte, sind im Besitz des Archäologischen Museums Hamburg oder wurden später in den Neubau der Kirche integriert.
Zwischen 1962 und 1966 entstand – versetzt hinter dem alten Portal – ein neuer Kirchenraum. Der Neubau und der neue freistehende Glockenturm wurde nach Plänen der Architekten Ingeborg und Friedrich Spengelin errichtet. 1977 kam die Kirche und Gemeinde mit dem Kirchenkreis Harburg von der Hannoverschen Landeskirche zum Sprengel Hamburg der neu gebildeten Nordelbischen Evangelisch-Lutherischen Kirche.
Das Ensemble von alter Kirchenwand und den neuen Bauten einschließlich des entstandenen Hofplatzes und der Gemeindebauten wurden 1999 unter Denkmalschutz gestellt.
In der Kirche befindet sich ein um 1767 entstandener Taufstein aus der 1970 zerstörten Kirche des Ortes Ballethen in Ostpreußen. Der im ehemaligen Kreis Darkehmen/Angerapp, im heutigen Osjorsk (Kaliningrad), 1993 als Vogeltränke vorgefundene Stein wurde nach Restaurierung in der Dreifaltigkeitskirche aufgestellt.
Nach der Fusion der Dreifaltigkeits-Kirchengemeinde und St. Johannis Harburg zu St. Trinitatis Harburg wurde die Dreifaltigkeitskirche bis 2013 auch als Hamburger Klangkirche für Konzerte genutzt.

## Einzelnachweise

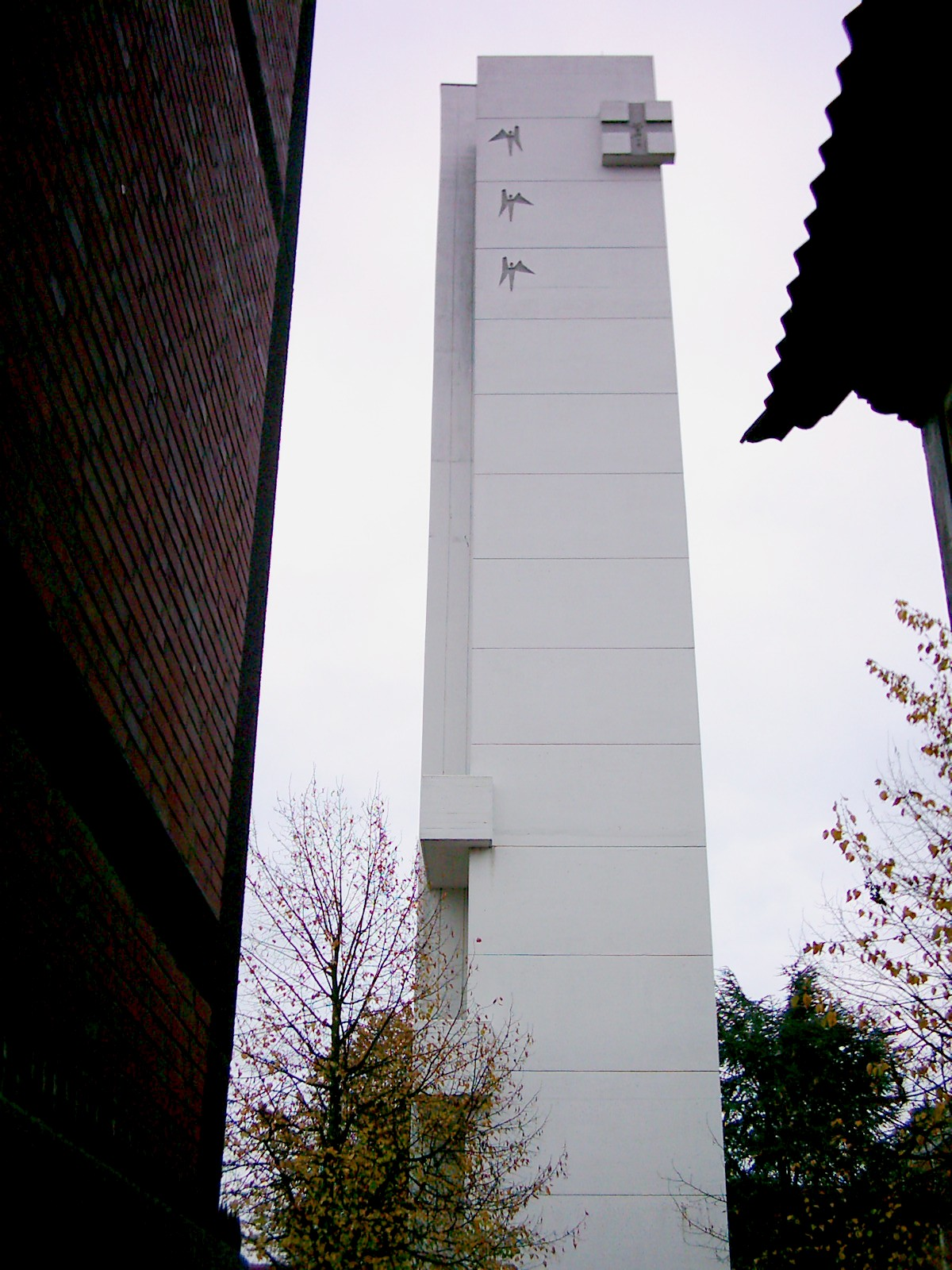
Der Turm von Norden
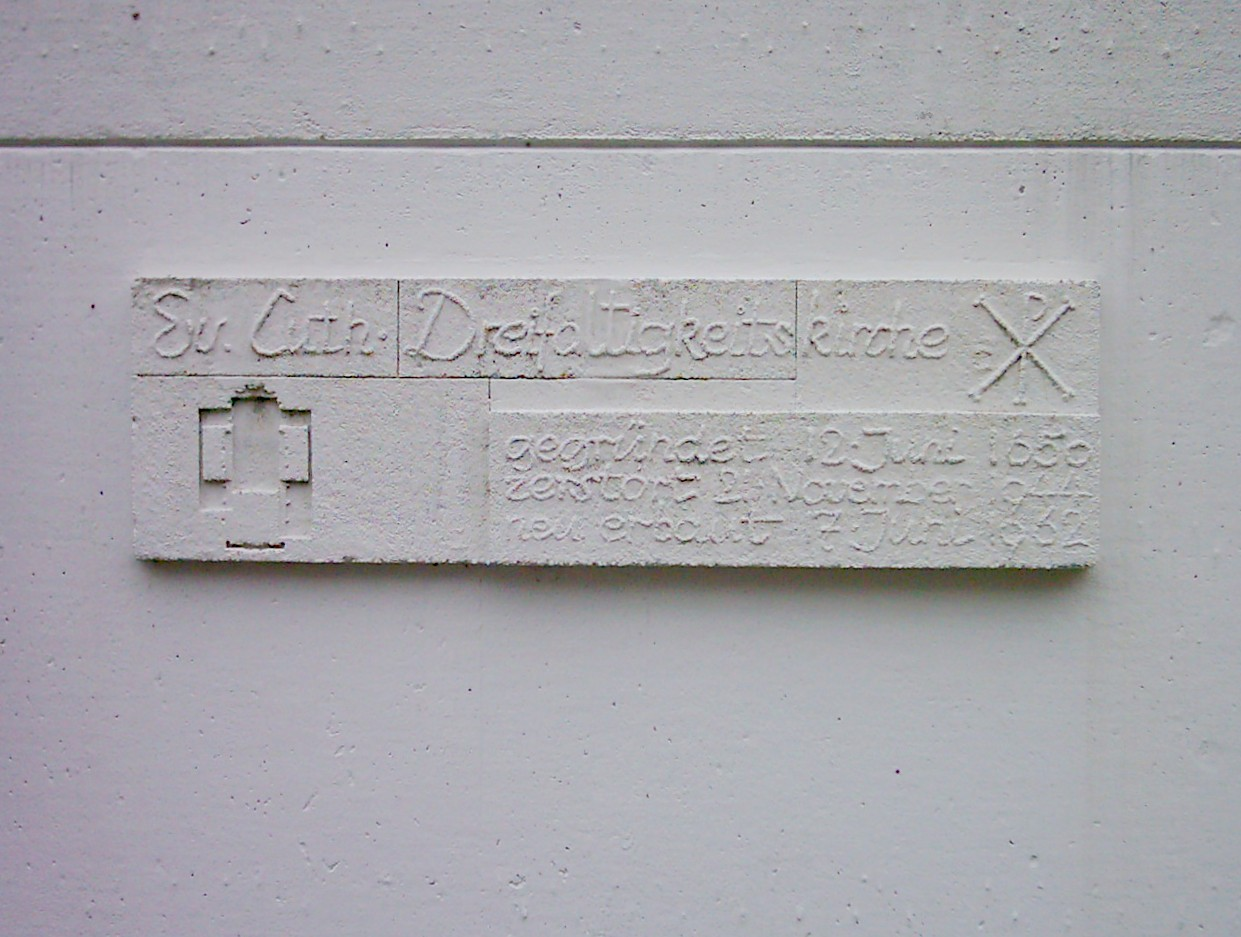
Inschrift am Turm
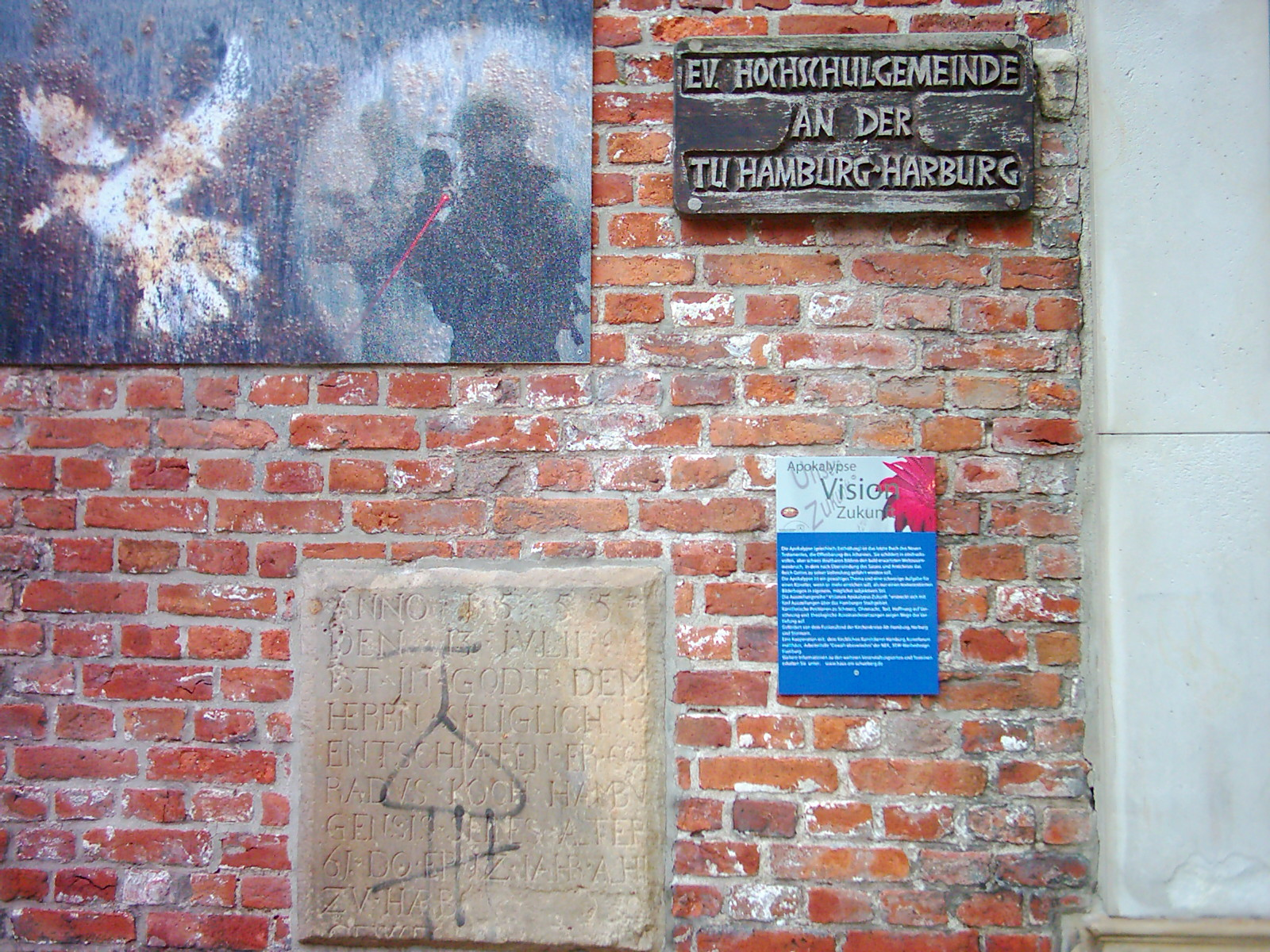
Tafeln am Portal: U. a. historische Grabplatte